# Dagmarkällan
Dagmarkällan är en naturkälla i naturparken Dagmarsparken (även kallad Källviken) 10 km sydväst om Ekenäs i Raseborgs stad, Finland. Platsen har fått sitt namn av ryska kejsaren Alexander III:s danskfödda gemål Dagmar (officiellt Maria Fjodorovna) som besökte stället åtta gånger 1884–1894. Parken består av tallskog, sandstrand och en naturkälla med minnesmärke över Dagmars besök. Parken förvaltas av Forststyrelsen och ägs av Fiskarsbolaget.

## Historia

### Vitsandskällan
Före de kejserligabesöken i slutet av 1800-talet kallades källan för Vitsandskällan (Hwitsands källan). Källan rinner upp ur Salpausselkä, en åsrygg som bildades när inlandsisen från den sista istiden smälte för cirka 12 000 år sedan.

### Dagmars källa sedan 1887
Som tronföljare besökte Alexander med sin Dagmar Ekenäs och Fiskars första gången år 1876 i samband med en längre båtresa till Åbo och Hangö. Området gjorde ett starkt intryck på paret och Alexander rapporterats ha frågat ifall Åminne gård vid Pojoviken vore till salu.
Åtta år senare år 1884 återvände Kejsarparet Alexander III och Dagmar till området med sina lustjakter och tog i land vid Vitsandskällan. Det blev en återkommande sommartradition, och de besökte området  åtta gånger under åren 1884–1894. Kejsarparet var omtyckt till en början, och speciellt besöken 1887–1889 innan postmanifestet blev väl beskrivna i tidningen Ekenäs notisblad (föregångare till Västra Nyland). Besöken ägde rum åren 1884, 1887, 1888, 1889, 1890, 1891, 1893 samt en sista gång 1894 – året Alexander III dog. Besöken bestod av lätta sommarnöjen: kejsaren tyckte om att meta, Dagmar besökte bland annat Raseborgs slottsruiner, och paret besökte bland annat Fiskars bruk och markerna på Odensö.
Åren 1887–1888  lät friherre Mauritz Fridolf Hisinger(fi) rusta upp källan vid Vitsand och ett minnesmärke restes till äran av kejsarparets besök. Omgivningen planerades av två av tidernas mest kända arkitekter John Jacob Ahrenberg och Magnus Schjerfbeck. Enligt deras ritningar uppfördes en välvd stenmur ovanför källan, en minnessten, stenlagda stadiga stigar, en stenbeklädd bassäng samt även ett stenbord öster om bryggan. På minnesstenen finns inhugget Dagmarskällan Ett skärgårdsminne, med datumen för besöken.

### Som naturpark
År 1887 sålde Mauritz Hisinger Skogby bruk inklusive alla markområden till vilket hörde Källvilken till Fiskars aktiebolag.
Dagmarkällan har sedan de kejserliga besöken varit ett populärt utflyktsmål för lokalbefolkningen och den har sköts som naturpark. För att hålla ordning och reda lät Fiskars anställa en vakt år 1893 inför ett av de kejserliga besöken, vilket blev en kontinuerlig post ända till 2010-talet.
I samband med Finlands hundraårsjubileum 2017 överlät Fiskarsbolaget det 40 hektar stora området Dagmarsparken till Forststyrelsen för 100 år. Därmed blev Källviken officiellt en naturpark med namnet Dagmarsparken. Forststyrelsen betalar ett årsarrende på symboliska en euro. Innan överlåtelsen lät Fiskars rusta upp parken, delvis med talkokraft av bolagets anställda.

## Publikationer
- Pihlström, Kåre (2017). Källviken : Dagmars Park. [s.n.]. ISBN 978-952-93-9753-2. OCLC 1020005613. https://www.worldcat.org/oclc/1020005613